# Glass Animals
Glass Animals — англійський інді-рок-гурт, створений в Оксфорді у 2010 році. До складу гурту входять Дейв Бейлі (вокал, гітара, клавішні, ударні, написання пісень), Дрю Мак-Фарлейн (гітара, клавішні, бек-вокал), Едмунд Ірвін-Сінгер (бас-гітара, клавішні, бек-вокал) та Джо Сіворд (ударні).
Перший альбом гурту, Zaba (2014), породив сингл «Gooey», який згодом отримав платиновий сертифікат у США. Другий повноформатний альбом, How to Be a Human Being, отримав позитивні відгуки і переміг у двох категоріях на премії MPG Awards 2018 року в номінаціях «Британський альбом року» і «Самоcпродюсований виконавець року», а також потрапив у шорт-лист премії Mercury Prize. Третій альбом, Dreamland, посів друге місце в британському чарті альбомів і сьоме місце в американському Billboard 200.
Гурт найбільш відомий завдяки своєму найпопулярнішому синглу «Heat Waves», який став вірусним у TikTok. У лютому 2021 року він посів перше місце в Австралії та був визнаний першим у списку Triple J Hottest 100 за 2020 рік. До вересня 2022 року пісня перевищила два мільярди прослуховувань на Spotify, а згодом посіла перше місце в американському чарті Billboard Hot 100 і п'яте місце в британському чарті синглів. На церемонії вручення премії Brit Awards 2022 року гурт був номінований на дві премії Brit Awards (за найкращий британський альтернативний/рок-гурт та «Heat Waves» за найкращий британський сингл). 2022 року гурт отримав першу номінацію на «Ґреммі» в категорії «Найкращий новий виконавець».

## Історія

### 2010-2015: Заснування,Zabaта різні мініальбоми

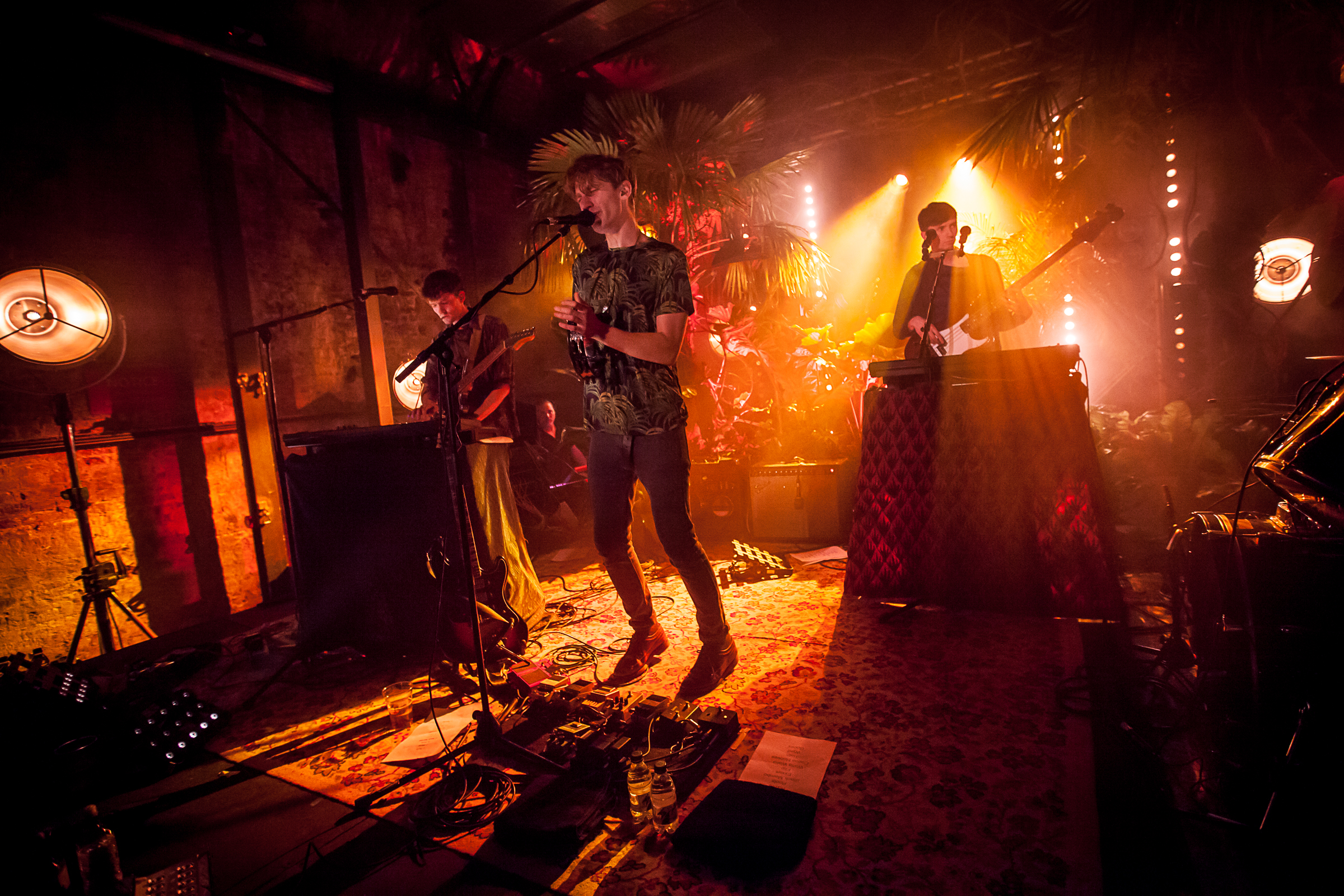
Виступ Glass Animals у 2014 році

Усі четверо учасників гурту познайомилися у школі Святого Едварда в Оксфорді. Вокаліст і автор пісень Дейв Бейлі, який переїхав до США в юному віці через роботу батька, виріс у Массачусетсі і Техасі, перш ніж повернувся до Англії у віці 13 років. Він відвідував школу Святого Едварда на музичну стипендію і був представлений Дрю Мак-Фарлейну, який став гітаристом і бек-вокалістом гурту; їх зблизило те, що вони обидва були британцями, які провели дитинство в США. Мак-Фарлейн познайомив Бейлі з Едмундом Ірвіном-Сінгером, басистом гурту, і Джо Сівордом, барабанщиком гурту[4]. 2010 року вони почали грати разом як гурт.
28 травня 2012 року гурт випустив дебютний мініальбом Leaflings, до якого увійшов сингл «Cocoa Hooves». Реліз відбувся на незалежному лейблі Kaya Kaya Records, дочірньому лейблі XL Recordings (частина групи лейблів Beggars Group).
У 2013 році гурт випустив мініальбом Black Mambo / Exxus у Європі та Glass Animals EP у США. На Glass Animals EP гурт також співпрацював з Жаном До, соул-хіп-хоп підлітком з Чикаго, над піснею під назвою «Woozy».
У 2014 році гурт здійснив свій перший тур по США і виступив на фестивалі South by Southwest в Остіні, штат Техас. Вони випустили ще три сингли: «Gooey», «Pools» і «Hazey», а також спільну роботу з аргентинською співачкою, автором пісень і продюсером Тей Ши.
Всі п'ять синглів увійшли до дебютного альбому гурту, Zaba, який вийшов 6 червня 2014 року. Гурт виконав сингл «Gooey» на шоу Late Night with Seth Meyers 9 жовтня 2014 року і знову на Late Show with David Letterman 24 лютого 2015 року, а після Zaba активно гастролював, відвідавши обидві півкулі і зігравши понад 130 концертів тільки в 2015 році. Їхній тур по США у жовтні 2015 року включав два аншлагові концерти в The Wiltern у Лос-Анджелесі та аншлагові концерти по всій Америці, включаючи T5 у Нью-Йорку, The Riverside у Мілуокі та Midland Theatre у Канзас-Сіті.
Спільна робота з американським репером Joey Bada$$ під назвою «Lose Control» вийшла 6 жовтня 2015 року.

### 2016–2019:How to Be a Human Being
16 травня 2016 року гурт випустив головний сингл «Life Itself» з другого альбому How to Be a Human Being. «Life Itself» посів 14 місце в чарті альтернативних пісень Billboard і провів 26 тижнів у чарті Alt-18 радіостанції Sirius XM, посівши перше місце. 7 червня 2016 року вийшов кліп на цю пісню. Гурт також створив вебсайт, заснований на персонажі з «Life Itself».
25 липня вийшов другий сингл з альбому, «Youth», разом з кліпом на нього. Ця пісня також була використана як саундтрек у популярній футбольній відеогрі від EA Sports, FIFA 17. За чотири дні до виходу альбому, 22 серпня, гурт випустив третій сингл, «Season 2 Episode 3», про дівчину, яка «проводить весь свій час, дивлячись телевізор, байдикуючи, нічого не роблячи, будучи під кайфом, їсть майонез з банки».
Повний альбом «Як бути людиною» вийшов 26 серпня 2016 року на лейблах Wolf Tone і Caroline International в Європі та Harvest Records у США. Він був натхненний історіями незнайомців, яких Бейлі зустрічав під час туру, причому кожна пісня розповідає окрему історію з іншої точки зору.
У липні 2018 року барабанщик Джо Сіворд був серйозно травмований, коли його збила вантажівка, коли він їхав на велосипеді в Дубліні. У зв'язку з нещасним випадком і очікуванням одужання Сіворда гурт скасував решту гастрольних дат до кінця року.

### 2019–2024:Dreamland
Після туру на підтримку How to Be a Human Being гурт випустив два сингли: «Tokyo Drifting», дует з Дензелом Каррі, 14 листопада 2019 року та «Your Love (Déjà Vu)» 19 лютого 2020 року. 1 травня 2020 року гурт випустив сингл під назвою «Dreamland», а також анонсував однойменний альбом, запланований на 10 липня 2020 року. Початок роботи над Dreamland було покладено після того, як барабанщик Джо Сіворд потрапив в аварію на велосипеді у Дубліні. Проводячи довгі години поруч із Сівордом у лікарні, коли він одужував, Бейлі почав «записувати спогади і шукати більше спогадів». Ці спогади зрештою перетворилися на ностальгічний і дуже особистий альбом Dreamland, повний відсилань до дитинства Бейлі та інших моментів його життя.
28 червня гурт оголосив, що вихід альбому було відкладено, щоб «зосередитися на русі Black Lives Matter і дискусіях навколо расизму та поліцейській жорстокості у всьому світі». Напередодні виходу Dreamland Glass Animals запустили вебсайт з відкритим вихідним кодом, де фанати могли отримати доступ і завантажити семпли пісень, обкладинки та інший контент, пов'язаний з альбомом. Dreamland вийшов 7 серпня 2020 року на лейблі Polydor Records. В інтерв'ю журналу Atwood Magazine Бейлі пояснив: «Гадаю, метою цього альбому було зробити щось неймовірно чесне і неймовірно наше». Альбом увійшов до британського чарту альбомів під номером два. «Heat Waves» увійшов до саундтреку гри FIFA 21.
23 січня 2021 року «Heat Waves» посів перше місце в австралійському чарті Triple J Hottest 100 2020 року, «Tangerine» — 18-те, а «Your Love (Déjà Vu)» — 51-ше. Наступного місяця «Heat Waves» посів перше місце в чарті синглів ARIA. У квітні 2021 року «Tokyo Drifting» з'явився в телевізійному рекламному ролику, випущеному Peloton в рамках кампанії Champions Collection.
Бонус-трек і сингл «I Don't Wanna Talk (I Just Wanna Dance)» увійшов до саундтреку FIFA 22. Після рекордного 59-тижневого перебування в американському чарті Billboard Hot 100, «Heat Waves» очолив чарт за тиждень, що завершився 12 березня 2022 року.

### 2024 — дотепер:I Love You So F***ing Much
У лютому 2024 року у великих містах почали з'являтися плакати з написом «I Love You So F***ing Much». Приблизно в цей же час вебсайт Glass Animals змінився з комп'ютера Dreamland на темний екран з дельфіном поруч із пошуковим рядком, де можна було поставити запитання. Далі акаунт «hal9000000» почав публікувати фрагменти нового синглу на SoundCloud, зокрема «Fake Blood» і «3am». Нарешті, 21 березня Glass Animals завантажили відео під назвою «Incoming» з тим самим синглом із фрагментів «hal9000000». 28 березня 2024 року гурт анонсував сингл «Creatures in Heaven». Він вийшов 3 квітня 2024 року, разом з назвою альбому і датою релізу. I Love You So F***ing Much вийшов 19 липня 2024 року.
У травні Glass Animals почали тизерити другу пісню з альбому, «A Tear In Space (Airlock)». Вперше інтро показали на попшоу в Pappy & Harriet's в Pioneertown, Каліфорнія, 11 квітня 2024 року, і зіграно повністю під час виступу на біс в Liberty Hall, Сідней, 9 травня. Нещодавні анонси вказують на те, що це буде другий лід-сингл, випущений напередодні альбому. Анонсований 29 травня 2024 року, він вийде разом із відеокліпом 7 червня.
7 червня вийшов другий сингл Glass Animals «A Tear in Space (Airlock)». Це другий сингл з альбому I Love You So F***ing Much, реліз якого заплановано на 19 липня 2024 року. Реліз синглу, що супроводжується відеокліпом, знаменує собою важливий момент для гурту, оскільки він слідує за першим синглом «Creatures in Heaven» і передує першому студійному альбому за майже чотири роки з моменту виходу Dreamland у 2020 році.

## Музичний стиль
Музичний стиль Glass Animals описують як інді-рок, психоделічний поп, інді-поп, електро-рок та альтернативний поп.

## Склад гурту
- Девід Бейлі (англ. Dave Bayley) — провідний вокал / гітара / бубон.
- Ендрю МакФарлан (англ. Drew MacFarlane) — гітара / клавішні / бек-вокал.
- Едмунд Ірвін-Сінгер ((англ.)Edmund Irwin-Singer) — бас / клавішні / бек-вокал.
- Джо Сіворд (англ. Joe Seaward) — барабани / бек-вокал.

## Дискографія

#### Студійні альбоми
- Zaba (2014)
- How to Be a Human Being (2016)
- Dreamland (2020)
- I Love You So F***ing Much (2024)

#### Мініальбоми
- Leaflings (2012)
- Glass Animals (2013)
- Pools (2014)
- Adulthood (2020)
- Adolescence (2020)
- Childhood (2021)
- Heat Waves (Expansion Pack) (2021)

## Нагороди і номінації
| Рік  | Нагорода / видавець        | Категорія                                              | Номінант / робота           | Результат    | Прим.  |
| ---- | -------------------------- | ------------------------------------------------------ | --------------------------- | ------------ | ------ |
| 2017 | Mercury Prize              | Album of the Year                                      | How to Be a Human Being     | Номінація    | [ 41 ] |
| 2018 | MPG                        | UK Album of the Year                                   | How to Be a Human Being     | Перемога     | [ 42 ] |
| 2018 | MPG                        | Self Producing Artist of the Year                      | Dave Bayley (Glass Animals) | Перемога     |        |
| 2021 | Variety                    | Group of the Year                                      | Glass Animals               | Перемога     | [ 43 ] |
| 2021 | Video Music Awards         | Best Alternative                                       | «Heat Waves»                | Номінація    | [ 44 ] |
| 2022 | Billboard Music Awards     | Top Duo/Group                                          | Glass Animals               | Номінація    | [ 45 ] |
| 2022 | Billboard Music Awards     | Top Rock Artist                                        | Glass Animals               | Перемога     | [ 46 ] |
| 2022 | Billboard Music Awards     | Top Streaming Song                                     | «Heat Waves»                | Номінація    |        |
| 2022 | Billboard Music Awards     | Top Viral Song                                         | «Heat Waves»                | Номінація    |        |
| 2022 | Brit Awards                | Best British Single                                    | «Heat Waves»                | Номінація    | [ 47 ] |
| 2022 | Brit Awards                | Best British Rock/Alternative Act                      | Glass Animals               | Номінація    |        |
| 2022 | Grammy Awards              | Best New Artist                                        | Glass Animals               | Номінація    | [ 48 ] |
| 2022 | Kids' Choice Awards        | Favorite Breakout Artist                               | Glass Animals               | Номінація    | [ 49 ] |
| 2022 | iHeartRadio Titanium Award | 1 Billion Total Audience Spins on iHeartRadio Stations | «Heat Waves»                | Перемога     | [ 50 ] |
| 2023 | iHeartRadio Music Awards   | Song of the Year                                       | «Heat Waves»                | В очікуванні | [ 51 ] |
| 2023 | iHeartRadio Music Awards   | Alternative Song of the Year                           | «Heat Waves»                | В очікуванні | [ 51 ] |
| 2023 | iHeartRadio Music Awards   | Best Duo/Group of the Year                             | Glass Animals               | В очікуванні | [ 51 ] |